# Aragón TV Internacional
Aragón TV Internacional est une chaîne de télévision régionale espagnole. Lancée en 2007 sous le nom « Aragón Sat », elle appartient au groupe de radio et de télévision de la communauté autonome d'Aragon (Corporación Aragonesa de Radio y Televisión).
Aragón TV Internacional constitue une déclinaison spécifique de Aragón TV, chaîne de télévision publique de la communauté autonome d'Aragon. Elle reprend une grande partie des émissions de cette dernière et propose une grille des programmes axée sur l'information locale, les émissions de proximité, la promotion de la culture régionale et le divertissement.
Destinée en priorité à la diaspora aragonaise, elle est diffusée par satellite (Astra, en Europe) ainsi qu'en streaming sur internet. Elle est également reprise dans la numérotation du bouquet de télévision par satellite espagnol Movistar+ (n°155).
Si de nombreux programmes sont repris en direct de Aragón TV, certaines émissions (séries étrangères, films et événements sportifs internationaux) sont systématiquement remplacés par le signal d'Euronews, pour des questions de droits de diffusion.
Les émissions par satellite de cette version internationale de la chaîne de télévision publique aragonaise ont cessé le 31 mars 2010, avant de reprendre le 7 septembre 2015.